# Pipit des Nilgiri
Anthus nilghiriensis
Espèce
Statut de conservation UICN

VU : Vulnérable
Le Pipit des Nilgiri (Anthus nilghiriensis) est une espèce de passereaux de la famille des Motacillidae.

## Répartition
Cet oiseau est endémique du sud de l'Inde.

## Systématique
Le nom valide complet (avec auteur) de ce taxon est Anthus nilghiriensis Sharpe, 1885.
Ce taxon porte en français le nom vernaculaire ou normalisé suivant : Pipit des Nilgiri.